# Północno-zachodnia grań Małołączniaka

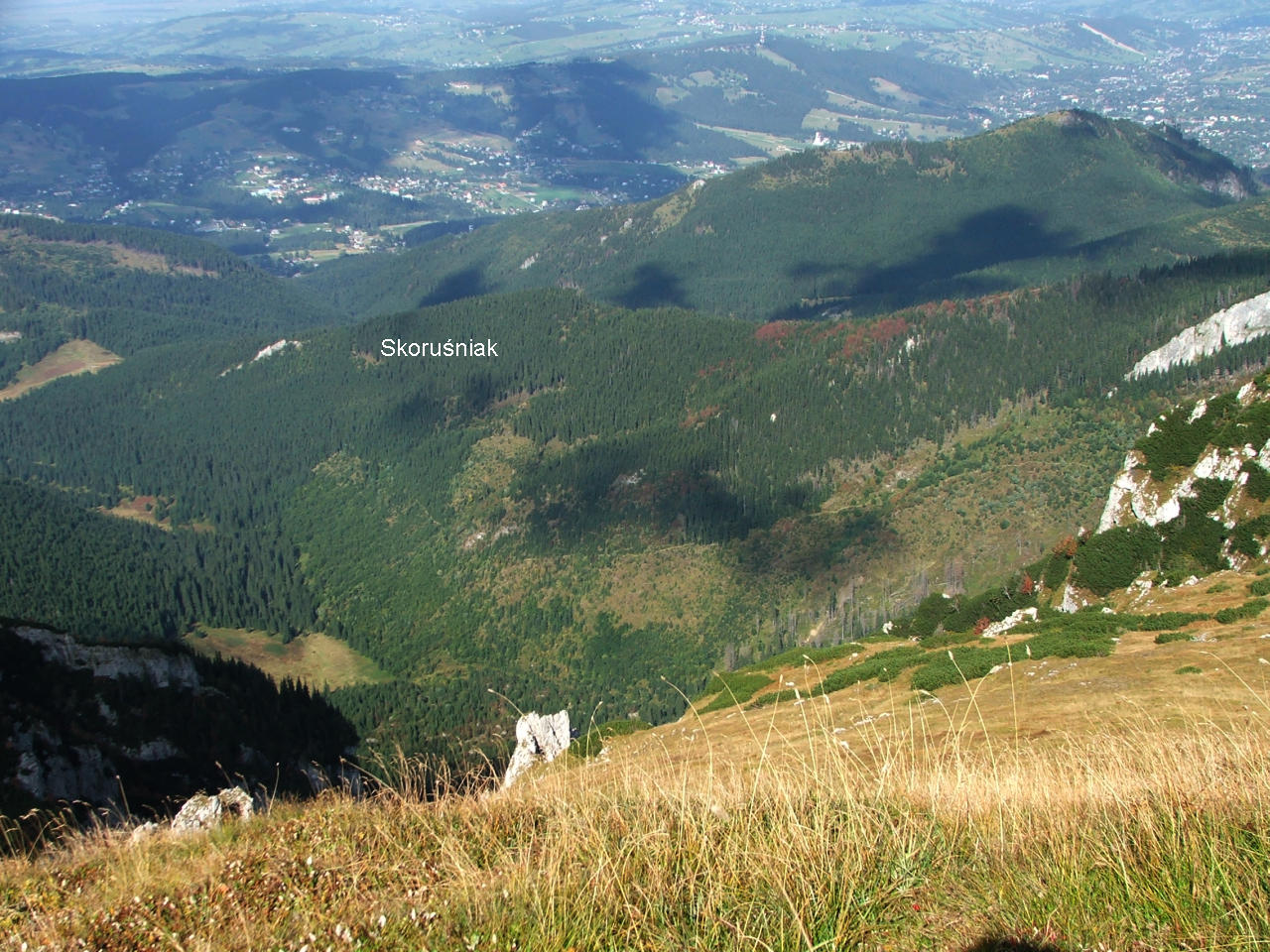
Skoruśniak

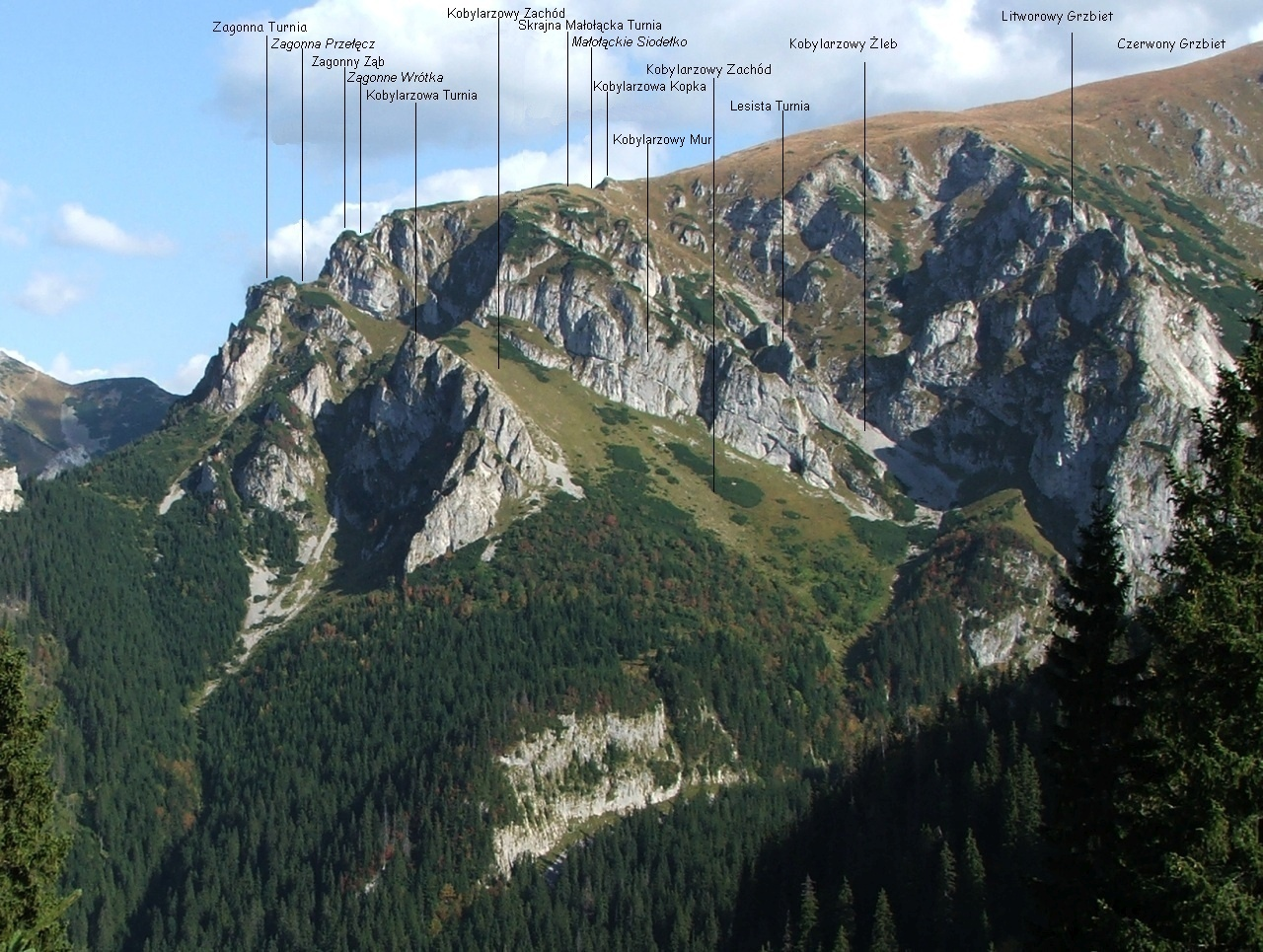
Fragment grani Małołączniaka

Północno-zachodnia grań Małołączniaka – boczna grań Tatr Zachodnich odbiegająca w północno-zachodnim kierunku od szczytu Małołączniaka. Grań ta oddziela od siebie dwie doliny walne: Dolinę Kościeliską (po zachodniej stronie grani) i Dolinę Małej Łąki (po wschodniej stronie). Znajduje się całkowicie po polskiej stronie Tatr. Kolejno wyróżnia się w niej następujące obiekty:
- Małołączniak (2096 m),
- Czerwony Grzbiet (2095–1820 m). Ma krótką boczną odnogę – Litworowy Grzbiet,
- Kobylarzowe Siodełko (ok. 1840 m),
- Kobylarzowa Kopka (ok. 1843 m),
- Małołąckie Siodło (ok. 1820 m),
- Skrajna Małołącka Turnia (ok. 1830 m),
- Zagonne Wrótka (ok. 1750 m),
- Zagonny Ząb (ok. 1760 m),
- Zagonna Przełęcz (ok. 1700 m),
- Zagonna Turnia (ok. 1710 m),
- Siwarowa Przełęcz (1531 m),
- Niedźwiedź (ok. 1550 m),
- Skoruśniak (ok. 1500 m),
- Przysłop Miętusi (1187 m),
- Hruby Regiel (1339 m). Zwornik dla 2 grani, pomiędzy którymi znajduje się reglowa dolinka – Staników Żleb:
  - grań północna, opadająca do Nędzówki. Jej przedłużeniem jest Nędzowski Dział,
  - grań zachodnia, o krętym przebiegu, w której kolejno wyróżnia się:
    - Wyżnie Stanikowe Siodło (ok. 1271 m),
    - Czerwony Gronik (1294 m),
    - Niżnie Stanikowe Siodło (ok. 1120 m),
    - Mały Regiel (1141 m)[2][1].